# Fritz Ollendorff
Fritz Ollendorff (oft falsch „Ollendorf“ geschrieben; * 29. März 1912 in Darmstadt; † 29. März 1977 in Zürich) war ein deutscher Opernsänger (Stimmlage Bass, Fach Bassbuffo).

## Leben
Er studierte am Mozarteum in Salzburg und in Mailand, debütierte 1937 in Basel, wo er bis 1951 blieb. 1951 wurde er Mitglied der Deutschen Oper am Rhein, 1956–58 gehörte er dem Ensemble des Staatstheaters Stuttgart an.
Fritz Ollendorff war bis weit in die 1960er Jahre hinein ein international gefragter Sänger und ist mit seiner breiten, nuancenreichen Stimme und seinem komischen Talent gut auf Tonträger dokumentiert. Höhepunkt seiner Karriere waren seine zwei Aufnahmen des Bartolo aus dem Barbier von Sevilla: 1957 auf Italienisch (mit Tito Gobbi und Maria Callas als Partnern), 1965 auf Deutsch (mit Peter Schreier und Hermann Prey).